# Gisela Hoeter
Gisela Hoeter (* 12. April 1922 in Mönchengladbach; † 12. März 2010 in München) war eine deutsche Schauspielerin und Synchronsprecherin. 
Bekannt ist sie durch Rollen in Der Mann aus Melbourne (1966), Alpha Alpha (1972) und Klaus Fuchs – Geschichte eines Atomverrats (1965). Zwischen Ende der 1940er- und Ende der 1980er-Jahre arbeitete Hoeter auch viele Male als Synchronsprecherin, unter anderem für Moira Shearer in ihrer Hauptrolle in Die roten Schuhe.
Sie war mit dem Regisseur Rolf von Maydell verheiratet. Aus der Ehe stammt ihre Tochter, die Schauspielerin Sabine von Maydell.

## Filmografie (Auswahl)
- 1960: Die eiskalte Nacht (Fernsehproduktion)
- 1961: Zwei Krawatten (Fernsehproduktion)
- 1961: Unsere kleine Stadt
- 1964: Sie schreiben mit – Piet und der Delphin
- 1965: Klaus Fuchs – Geschichte eines Atomverrats
- 1966: Der Mann aus Melbourne
- 1972: Alpha Alpha (Serie)
- 1972: Mabel Bourne in Pater Brown: Der Hammer Gottes
- 1973: Der rote Schal
- 1973: Annemarie Singer in Ein Fall für Männdli:  Das Plagiat
- 1976: Gisela in Derrick:  Tod des Trompeters
- 1979: Jauche und Levkojen
- 1981: Frau Hormann in Der Alte: Die Unbekannte
- 2001: als sich selbst in Die Manns – Ein Jahrhundertroman
- 2001: Späte Rache